# Can Marc (Massanes)
Can Marc és una masia aïllada al veïnat del Rieral al terme municipal Massanes (la Selva). Per les seves característiques constructives podríem datar Can Marc al segle xviii.
Té un cos central més elevat que els laterals (el cos central té planta baixa i dos pisos, mentre que el lateral només té planta baixa i pis). Té un ràfec simple i la coberta és a doble vessant a diferents nivells i amb teula àrab.
Totes les finestres tenen una forma quadrangular o rectangular, i són en arc pla, algunes d'elles estan protegides per reixes. Algunes de les finestres tenen llinda, brancals i ampit de pedra, però són moltes les que tenen simulades a través d'una pintura groga, la llinda, i els brancals de pedra.
Destaquen als laterals, uns potents contraforts que serveixen per donar més solidesa a l'edificació.
La façana està treballada en maçoneria, arrebossada i pintada.